# Джейсон Вуллі
Джейсон Вуллі (англ. Jason Woolley, нар. 27 липня 1969, Торонто) — канадський хокеїст, що грав на позиції захисника. Грав за збірну команду Канади.
Провів понад 700 матчів у Національній хокейній лізі. 

## Ігрова кар'єра
Хокейну кар'єру розпочав 1988 року.
1989 року був обраний на драфті НХЛ під 61-м загальним номером командою «Вашингтон Кепіталс». 
Протягом професійної клубної ігрової кар'єри, що тривала 17 років, захищав кольори команд «Детройт Ред-Вінгс», «Баффало Сейбрс», «Піттсбург Пінгвінс», «Флорида Пантерс», «Вашингтон Кепіталс» та «Мальме Редгокс».
Загалом провів 797 матчів у НХЛ, включаючи 79 ігор плей-оф Кубка Стенлі.
Виступав за збірну Канади в її складі срібний призер зимової Олімпіади 1992.

## Скандал
Вуллі був частиною з декількох гравців НХЛ, які були помічені в шахрайських діях пов'язані з ставками на матчі та були спіймані в 2013 році і постали перед судом.
Наразі він проживає в Бірмінгемі (Мічиган).

## Статистика
| Сезон        | Клуб                      | Ліга         | Регулярний сезон | Регулярний сезон | Регулярний сезон | Регулярний сезон | Регулярний сезон | Плей-оф | Плей-оф | Плей-оф | Плей-оф | Плей-оф |
| Сезон        | Клуб                      | Ліга         | І                | Г                | П                | О                | ШХ               | І       | Г       | П       | О       | ШХ      |
| ------------ | ------------------------- | ------------ | ---------------- | ---------------- | ---------------- | ---------------- | ---------------- | ------- | ------- | ------- | ------- | ------- |
| 1988–89      | Університет штату Мічиган | НКАА         | 47               | 12               | 25               | 37               | 26               | —       | —       | —       | —       | —       |
| 1989–90      | Університет штату Мічиган | НКАА         | 45               | 10               | 38               | 48               | 26               | —       | —       | —       | —       | —       |
| 1990–91      | Університет штату Мічиган | НКАА         | 40               | 15               | 44               | 59               | 24               | —       | —       | —       | —       | —       |
| 1991–92      | «Балтимор Скіпджекс»      | АХЛ          | 15               | 1                | 10               | 11               | 6                | —       | —       | —       | —       | —       |
| 1991–92      | «Вашингтон Кепіталс»      | НХЛ          | 1                | 0                | 0                | 0                | 0                | —       | —       | —       | —       | —       |
| 1992–93      | «Вашингтон Кепіталс»      | НХЛ          | 26               | 0                | 2                | 2                | 10               | —       | —       | —       | —       | —       |
| 1992–93      | «Балтимор Скіпджекс»      | АХЛ          | 29               | 14               | 27               | 41               | 22               | 1       | 0       | 2       | 2       | 0       |
| 1993–94      | «Вашингтон Кепіталс»      | НХЛ          | 10               | 1                | 2                | 3                | 4                | 4       | 1       | 0       | 1       | 4       |
| 1993–94      | «Портленд Пайретс»        | АХЛ          | 41               | 12               | 29               | 41               | 14               | 9       | 2       | 2       | 4       | 4       |
| 1994–95      | «Детройт Вайперс»         | ІХЛ          | 48               | 8                | 28               | 36               | 38               | —       | —       | —       | —       | —       |
| 1994–95      | «Флорида Пантерс»         | НХЛ          | 34               | 4                | 9                | 13               | 18               | —       | —       | —       | —       | —       |
| 1995–96      | «Флорида Пантерс»         | НХЛ          | 52               | 6                | 28               | 34               | 32               | 13      | 2       | 6       | 8       | 14      |
| 1996–97      | «Флорида Пантерс»         | НХЛ          | 3                | 0                | 0                | 0                | 2                | —       | —       | —       | —       | —       |
| 1996–97      | «Піттсбург Пінгвінс»      | НХЛ          | 57               | 6                | 30               | 36               | 28               | 5       | 0       | 3       | 3       | 0       |
| 1997–98      | «Баффало Сейбрс»          | НХЛ          | 71               | 9                | 26               | 35               | 35               | 15      | 2       | 9       | 11      | 12      |
| 1998–99      | «Баффало Сейбрс»          | НХЛ          | 80               | 10               | 33               | 43               | 62               | 21      | 4       | 11      | 15      | 10      |
| 1999–00      | «Баффало Сейбрс»          | НХЛ          | 74               | 8                | 25               | 33               | 52               | 5       | 0       | 2       | 2       | 2       |
| 2000–01      | «Баффало Сейбрс»          | НХЛ          | 67               | 5                | 18               | 23               | 46               | 8       | 1       | 5       | 6       | 2       |
| 2001–02      | «Баффало Сейбрс»          | НХЛ          | 59               | 8                | 20               | 28               | 34               | —       | —       | —       | —       | —       |
| 2002–03      | «Баффало Сейбрс»          | НХЛ          | 14               | 0                | 3                | 3                | 29               | —       | —       | —       | —       | —       |
| 2002–03      | «Детройт Ред-Вінгс»       | НХЛ          | 62               | 6                | 17               | 23               | 22               | 4       | 1       | 0       | 1       | 0       |
| 2003–04      | «Детройт Ред-Вінгс»       | НХЛ          | 55               | 4                | 15               | 19               | 28               | 4       | 0       | 0       | 0       | 0       |
| 2004–05      | «Флінт Дженералс»         | ЮХЛ          | 9                | 4                | 2                | 6                | 4                | —       | —       | —       | —       | —       |
| 2005–06      | «Детройт Ред-Вінгс»       | НХЛ          | 53               | 1                | 18               | 19               | 28               | —       | —       | —       | —       | —       |
| 2006–07      | «Мальме Редгокс»          | Елітсерія    | 31               | 1                | 5                | 6                | 46               | —       | —       | —       | —       | —       |
| Усього в НХЛ | Усього в НХЛ              | Усього в НХЛ | 718              | 68               | 246              | 314              | 430              | 79      | 11      | 36      | 47      | 44      |